# Johanna Schaller-Klier
Johanna Schaller-Klier, nemška atletinja, * 13. september 1952, Artern, Vzhodna Nemčija.
Nastopila je na poletnih olimpijskih igrah v letih 1976 in 1980, v svojem prvem nastopu je osvojila naslov olimpijske prvakinje v teku na 100 m z ovirami, leta 1980 pa srebrno medaljo. Na evropskih prvenstvih je v isti disciplini osvojila naslov prvakinje leta 1978. 19. avgusta 1978 je z vzhodnonemško reprezentanco postavila nov svetovni rekord v štafeti 4 x 100 m s časom 42,27 s, veljal je slabo leto.